# سقط جنین سه ماهه سوم
سقط جنین سه ماهه سوم به پایان بارداری در سه ماهه آخر آن گفته می‌شود. این نوع سقط جنین نسبت به بقیه انواع آن بحث‌برانگیزتر است چرا که جنین پیشرفته‌تر بوده و بعضاً امکان حیات مستقل را دارد. این نوع سقط جنین در بسیاری از کشورهای دنیا غیرقانونی است و فقط در موارد خاصی انجام می‌شود. کشورهایی که سقط جنین سه ماهه سوم کاملاً قانونی است کانادا، چین و کره شمالی است.